# Phractura ansorgii
Phractura ansorgii es una especie de pez de la familia Amphiliidae en el orden de los Siluriformes.

## Morfología
• Los machos pueden llegar alcanzar los 9 cm de longitud total.

## Hábitat
Vive en zonas de clima tropical  entre 20 y 24 °C de temperatura.

## Distribución geográfica
Se encuentran en África: Nigeria y Togo.